# Skoby
Skoby is een plaats in de gemeenten Östhammar en Uppsala in het landschap Uppland en de provincie Uppsala län in Zweden. De plaats heeft 217 inwoners (2005) en een oppervlakte van 45 hectare.

## Verkeer en vervoer
Bij de plaats lopen de Länsväg 273 en Länsväg 288.